# Беглов, Спартак Иванович
Спартак Иванович Беглов (25 августа 1924, г. Сасово, Рязанская губерния — 26 ноября 2006, Москва) — советский журналист-международник; доктор исторических наук (1969), профессор. Заслуженный работник культуры РСФСР (1989).

## Биография
Сын советского журналиста-международника Ивана Беглова (1904—1968).
В 1941 году был призван в Красную армию. Участник Великой Отечественной войны с января 1942 года. 25 января 1942 года был ранен в левое плечо. В 1943 году служил начальником штаба 429-го стрелкового полка. Воевал на Юго-Западном и Степном фронтах. Участвовал в Белгородско-Харьковской и Полтавско-Кременчугской операциях. 10 сентября 1943 года был тяжело ранен в правое предплечье и отправлен в госпиталь. В феврале 1944 года уволен в запас в звании капитана.
Окончил Институт международных отношений (МГИМО) (1944—1949).
После окончания института в 1949—1960 годах работал в Совинформбюро, в 1956—1960 годах главный редактор «Советского еженедельника» в Лондоне.
В 1961 — 1964 годах заместитель, первый заместитель председателя правления АПН. В 1964—1967 годах политический обозреватель, в 1967 — 1989 годах руководитель группы политических обозревателей АПН, в 1989 — 1991 годах собственный корреспондент АПН в Великобритании.
С 1991 преподавал на факультете журналистики МГУ им. Ломоносова, был профессором кафедры зарубежной журналистики и литературы.
Скончался в Москве на 83-м году жизни, похоронен на Новом Донском кладбище.

## Награды
- орден Отечественной войны I степени (11.03.1985)
- три ордена Трудового Красного Знамени (04.05.1962; 09.09.1971; 24.08.1984)
- два ордена Дружбы народов (06.09.1974; 14.11.1980)
- орден Красной Звезды (30.05.1951)
- медали
- Заслуженный работник культуры РСФСР (07.07.1989)
- Премия имени Воровского (1976) — за лучшую работу в области международной журналистики
- международная премия «Золотой Меркурий» (1977).

## Труды
- «Монополии слова» (М., 1969 г.; М., 1972)
- «Мир прессы и пресса мира» (К., 1975)
- «Внешнеполитическая пропаганда: очерк теории и практики» (М., 1980; М., 1984)
- «Империя меняет адрес. Британская печать на рубеже тысячелетий» (М., 1997)
- «Четвёртая власть: британская модель (История печати Великобритании от „новых писем“ до электронных газет)» (М., 2002)